# 카를라 캄프라
카를라 캄프라(Carla Campra, 1999년 4월 16일 ~ )는 스페인의 배우이다.

## 출연 작품
- 누구나 아는 비밀 (2018)
- 베로니카 (2017)
- 이반스 드림 (2011)